# Banamba
Banamba är en kretshuvudort i Mali.   Den ligger i regionen Koulikoro, i den sydvästra delen av landet, 120 km nordost om huvudstaden Bamako. Banamba ligger 378 meter över havet och antalet invånare är 30 591.
Terrängen runt Banamba är platt. Runt Banamba är det ganska tätbefolkat, med 67 invånare per kvadratkilometer. Det finns inga andra samhällen i närheten. Trakten runt Banamba består till största delen av jordbruksmark.